# Сухоставский, Владимир Андреевич
Владимир Андреевич Сухоставский (29 сентября 1925, Ликино-Дулёво, Орехово-Зуевский район — 5 ноября 1994, Зеленоград) — советский футболист, вратарь.

## Карьера
Родился в селе Мостовое под Одессой. В Великую Отечественную войну, приписав себе год, пошел на фронт, закончил офицерские курсы и попал на фронт командиром взвода автоматчиков. Дошел до Берлина. Награждён орденом Красной Звезды и орденом Александра Невского. В 1949 году играл в «Строителе», из которого попал в Куйбышев. В прошедшем сезоне стал часто ошибаться опытный голкипер «Крылья Советов» Всеволод Виноградов, и тренер Александр Абрамов пригласил ему на замену Сухоставского и Корнилова. Сухоставский смотрелся немного ярче, и в начале чемпионата именно он стал в ворота. Его дебют в Высшей лиге стал рекордным: первый гол «Крылья» пропустили только в 8 матче, сухая серия длилась 669 минут. Из-за пропущенных голов Сухоставский потерял мотивацию и интерес к игре. После проигранного матча с «Динамо» (4:0) до конца сезона ворота защищал Корнилов.
В 1951—1952 играл в минском «Динамо». Закончил карьеру игрока в горьковском «Торпедо» игравшем в 1954 году в Высшей лиге. Тренировал команды
«Пищевик» (Тирасполь) (1963) и «Автомобилист» (Кустанай) (1967). В последние годы работал в футбольной детско-юношеской школе в Зеленограде.
Состоял в КПСС.